# Allonne (Deux-Sèvres)
Allonne és un municipi francès situat al departament de Deux-Sèvres i a la regió de la Nova Aquitània. L'any 2007 tenia 632 habitants.

## Demografia

### Població
El 2007 la població de fet d'Allonne era de 632 persones. Hi havia 246 famílies de les quals 53 eren unipersonals (37 homes vivint sols i 16 dones vivint soles), 90 parelles sense fills, 66 parelles amb fills i 37 famílies monoparentals amb fills.
La població ha evolucionat segons el següent gràfic:
Habitants censats

### Habitatges
El 2007 hi havia 307 habitatges, 263 eren l'habitatge principal de la família, 21 eren segones residències i 23 estaven desocupats. 300 eren cases i 4 eren apartaments. Dels 263 habitatges principals, 204 estaven ocupats pels seus propietaris, 51 estaven llogats i ocupats pels llogaters i 8 estaven cedits a títol gratuït; 2 tenien una cambra, 13 en tenien dues, 35 en tenien tres, 81 en tenien quatre i 132 en tenien cinc o més. 201 habitatges disposaven pel capbaix d'una plaça de pàrquing. A 129 habitatges hi havia un automòbil i a 117 n'hi havia dos o més.

### Piràmide de població
La piràmide de població per edats i sexe el 2009 era:
| Homes | Edats   | Dones |
| ----- | ------- | ----- |
| 0     | 95 o +  | 0     |
| 0     | 90 a 94 | 0     |
| 4     | 85 a 89 | 4     |
| 4     | 80 a 84 | 0     |
| 16    | 75 a 79 | 20    |
| 12    | 70 a 74 | 36    |
| 20    | 65 a 69 | 20    |
| 12    | 60 a 64 | 16    |
| 20    | 55 a 59 | 8     |
| 8     | 50 a 54 | 12    |
| 28    | 45 a 49 | 12    |
| 36    | 40 a 44 | 28    |
| 28    | 35 a 39 | 24    |
| 24    | 30 a 34 | 24    |
| 16    | 25 a 29 | 32    |
| 16    | 20 a 24 | 16    |
| 12    | 15 a 19 | 32    |
| 40    | 10 a 14 | 24    |
| 24    | 5 a 9   | 16    |
| 16    | 0 a 4   | 16    |

## Economia
El 2007 la població en edat de treballar era de 365 persones, 284 eren actives i 81 eren inactives. De les 284 persones actives 259 estaven ocupades (145 homes i 114 dones) i 25 estaven aturades (9 homes i 16 dones). De les 81 persones inactives 40 estaven jubilades, 18 estaven estudiant i 23 estaven classificades com a «altres inactius».

### Ingressos
El 2009 a Allonne hi havia 266 unitats fiscals que integraven 667,5 persones, la mediana anual d'ingressos fiscals per persona era de 15.086 €.

### Activitats econòmiques
Dels 17 establiments que hi havia el 2007, 3 eren d'empreses de fabricació d'altres productes industrials, 4 d'empreses de construcció, 6 d'empreses de comerç i reparació d'automòbils, 1 d'una empresa immobiliària, 2 d'empreses de serveis i 1 d'una empresa classificada com a «altres activitats de serveis».
Dels 6 establiments de servei als particulars que hi havia el 2009, 1 era un taller de reparació d'automòbils i de material agrícola, 1 paleta, 2 fusteries, 1 lampisteria i 1 restaurant.
L'any 2000 a Allonne hi havia 57 explotacions agrícoles que ocupaven un total de 1.925 hectàrees.

## Equipaments sanitaris i escolars
El 2009 hi havia una escola elemental.

## Poblacions més properes
El següent diagrama mostra les poblacions més properes.